# 谭莲妮
谭莲妮（1990年11月20日—），比利時女子羽毛球運動員，擁有比利時和印度尼西亞血统；其胞兄谭雨涵亦為比利時國家羽毛球隊的成員。她畢業於奈梅亨拉德伯德大學牙醫系，具有牙醫師資格。

## 簡歷
2012年，谭莲妮代表比利時出戰英國倫敦舉行的奥林匹克运动会羽毛球比賽女子單打項目，在小組賽階段先以2比0戰勝瑞士的萨布丽娜·贾奎特，後以0比2負於印度的塞娜·内维尔，最終以一勝一負的小組次名成績出局。

## 主要比賽成績
只列出曾進入準決賽的國際賽事成績：
| 年份   | 賽事                   | 公開賽級別 | 項目     | 成績   |
| ------ | ---------------------- | ---------- | -------- | ------ |
| 2009年 | 歐洲青年羽毛球錦標賽   | 其他       | 女子單打 | 準決賽 |
| 2009年 | 斯洛文尼亞羽毛球國際賽 | 國際系列賽 | 女子單打 | 亞軍   |
| 2009年 | 西班牙羽毛球公開賽     | 國際挑戰賽 | 女子單打 | 亞軍   |
| 2010年 | 斯洛文尼亞羽毛球國際賽 | 國際系列賽 | 女子單打 | 冠軍   |
| 2010年 | 土耳其羽毛球國際賽     | 國際系列賽 | 女子單打 | 準決賽 |
| 2011年 | 塞浦路斯羽毛球國際賽   | 國際系列賽 | 女子單打 | 冠軍   |
| 2011年 | 加拿大羽毛球國際挑戰賽 | 國際挑戰賽 | 女子單打 | 亞軍   |
| 2011年 | 土耳其羽毛球國際賽     | 國際系列賽 | 女子單打 | 準決賽 |
| 2012年 | 愛沙尼亞羽毛球國際賽   | 國際系列賽 | 女子單打 | 準決賽 |
| 2013年 | 保加利亞羽毛球公開賽   | 國際系列賽 | 女子單打 | 準決賽 |
| 2014年 | 摩洛哥羽毛球國際賽     | 國際系列賽 | 女子單打 | 冠軍   |
| 2015年 | 羅馬尼亞羽毛球國際賽   | 國際系列賽 | 女子單打 | 冠軍   |
| 2015年 | 荷蘭羽毛球國際賽       | 國際系列賽 | 女子單打 | 冠軍   |
| 2015年 | 歐洲運動會羽毛球比賽   | 其他       | 女子單打 | 銀牌   |
| 2015年 | 哈薩克羽毛球國際賽     | 國際系列賽 | 女子單打 | 亞軍   |
| 2015年 | 哈爾科夫羽毛球國際賽   | 國際挑戰賽 | 女子單打 | 準決賽 |
| 2015年 | 摩洛哥羽毛球國際賽     | 國際系列賽 | 女子單打 | 冠軍   |
| 2016年 | 愛沙尼亞羽毛球國際賽   | 國際系列賽 | 女子單打 | 冠軍   |
| 2016年 | 大溪地羽毛球國際挑戰賽 | 國際挑戰賽 | 女子單打 | 亞軍   |
| 2016年 | 布拉格羽毛球公開賽     | 國際挑戰賽 | 女子單打 | 準決賽 |
| 2017年 | 葡萄牙羽毛球國際賽     | 國際系列賽 | 女子單打 | 準決賽 |
| 2018年 | 蘇利南羽毛球國際賽     | 國際系列賽 | 女子單打 | 冠軍   |
| 2019年 | 巴西羽毛球國際挑戰賽   | 國際挑戰賽 | 女子單打 | 冠軍   |
| 2019年 | 阿塞拜疆羽毛球國際賽   | 國際挑戰賽 | 女子單打 | 亞軍   |
| 2019年 | 西班牙羽毛球國際賽     | 國際挑戰賽 | 女子單打 | 準決賽 |
| 2022年 | 威爾斯羽毛球國際賽     | 國際挑戰賽 | 女子單打 | 亞軍   |
| 2023年 | 比利時羽毛球國際賽     | 國際挑戰賽 | 女子單打 | 準決賽 |

| 2007-2017年 | 首要超級賽 | 超級賽 | 黃金大獎賽 | 大獎賽 | 國際挑戰賽 | 國際系列賽 | 未來系列賽 | 其他 |

| 2018-2026年 | 總決賽 | 超級1000賽 | 超級750賽 | 超級500賽 | 超級300賽 | 超級100賽 | 國際挑戰賽 | 國際系列賽 | 未來系列賽 | 其他 |

### 奧運會和世錦賽參賽紀錄
|          | 2009 | 2010 | 2011 | 2012       |            | 2016 |            | 2019 | 2020 | 2021 | 2022       | 2023 | 2024 |
| 女子單打 | 32強 | 32強 | 32強 | 小組第二名 | 小組第三名 | 32強 | 小組第二名 | 32強 | 64強 | 64強 | 小組第三名 |      |      |